# Dualrum
Inom linjär algebra är dualrummet till ett vektorrum V över en kropp K det vektorrum som består av linjära funktioner från V till K. Dualrummet till V betecknas ofta med V*. Elementen i V* kallas också linjära former eller funktionaler.
Dualrummet V* är självt ett vektorrum, när addition och multiplikation definieras på det vanliga sättet för funktioner. Med andra ord, för f och g i V*, x i V och {\displaystyle \alpha } i K får man:
{\displaystyle (f+g)(x)=f(x)+g(x)}
och
{\displaystyle (\alpha f)(x)=\alpha f(x).}
Duala rum uppkommer naturligt i många delar av matematiken. Till exempel är utgör differentialerna i en punkt det duala rummet till tangentvektorerna. Duala rum är vidare centrala inom funktionalanalys. I funktionalanalysen kallas dock rummet av kontinuerliga linjära funktionaler för dualrum. För ändligtdimensionella vektorrum är dessa begrepp ekvivalenta, men för oändligtdimensionella topologiska vektorrum är inte alla linjära funktionaler kontinuerliga. För att skilja på dessa kallas ibland rummet av alla, kontinuerliga såväl som icke-kontinuerliga, linjära funktionaler för den algebraiska dualen.
Inom tensoralgebran kallas elementen i V för kontravarianta och de i V* för kovarianta vektorer. Uppfattade som linjärformer kallas elementen i V* även 1-former. I detta sammanhang är V oftast ett ändligtdimensionellt rum. Man kan sammanfatta verkningen av samtliga element i V* på V som en bilinjär form {\displaystyle \langle \cdot ,\cdot \rangle :V^{*}\times V\rightarrow \mathbf {K} }:
{\displaystyle \langle f,x\rangle =f(x)}.
Vidare kan man på samma sätt bilda den så kallade biduala rummet, eller bidualen, som rummet av linjära funktionaler från V* till K. Detta rum betecknas ofta V**. 

## Egenskaper
För ett vektorrum av ändlig dimension n kommer det duala rummet att ha samma dimension.
Detta kan visas genom att välja en bas {\displaystyle x_{1},...x_{n}} för V och visa att den duala basen bestående av funktionalerna 
{\displaystyle x_{1}^{*},...x_{n}^{*}} som definieras genom {\displaystyle x_{i}^{*}(x_{i})=1,x_{i}^{*}(x_{j})=0,i\neq j} är en bas för dualrummet.
Varje ändligdimensionellt vektorrum är isomorft med sitt dualrum. Isomorfin beror emellertid på valet av en bas. Däremot finns en kanonisk linjär avbildning f från V till V** som definieras av relationen f(v)(w)=w(v), som uppenbarligen är oberoende av bas. Inom kategoriteorin kallas uppsättningen av alla sådana avbildningar för vektorrum över en given kropp för en naturlig transformation. En sådan avbildning är alltid injektiv, och är en isomorfi omm vektorrummet är ändligtdimensionellt. Notera att detta gäller den algebraiska dualen. För dualrummet av kontinuerliga linjära funktionaler är avbildningen f från V till V** även för vissa oändligdimensionella vektorrum en isomorfi. I detta fall kallas vektorrummet för reflexivt. Detta gäller exempelvis för separabla Hilbertrum.